# Twister (Gröna Lund)
Pour les articles homonymes, voir Twister.
Twister sont des montagnes russes en bois du parc Gröna Lund, situé sur l'île de Djurgården à Stockholm, en Suède. L'attraction se trouve au bord de la mer.

## Parcours
Le parcours fait beaucoup de virages serrés, d'airtimes et de headchoppers. Il interagit avec ceux de deux autres montagnes russes: Jetline et Kvasten.

## Trains
Twister a deux trains de six wagons. Les passagers sont placés à deux sur un seul rang pour un total de 12 passagers par train. Les trains ont été construits par Gravitykraft Corporation.